# Grettell Valdez
Grettell Valdez (Santiago de Querétaro, 1976. július 7. –) mexikói színésznő.

## Magánélete
2004-ben férjhez ment Patricio Borghetti énekeshez, akitől 2008-ban egy Santino nevű fia született. 2010-ben elváltak. Ugyanebben az évben hozzáment Sebastián Zurita színészhez.

## Filmográfia

### Telenovellák
| Év        | Cím                    | Magyar cím            | Szerep                              | Magyar hang   |
| --------- | ---------------------- | --------------------- | ----------------------------------- | ------------- |
| 1998–1999 | lÁngela                | Ángela                | Eloisa Chamuca                      |               |
| 1999      | Por tu amor            | Szeretni bolondulásig | Alejandra (fiatal)                  |               |
| 2002      | Clase 406              |                       | Daniela Jiménez Robles              |               |
| 2004      | Ángel rebelde          |                       | Lucía Valderrama Covarrubias        |               |
| 2004      | Rebelde                |                       | Renata Lizaldi                      |               |
| 2006      | Heridas de amor        |                       | Pamela Altamirano Villamil          |               |
| 2007–2008 | Lola, érase una vez    |                       | Carlota Santo Domingo Torres-Oviedo |               |
| 2009–2010 | Camaleones             |                       | Silvana Sáenz Arroyo                |               |
| 2010      | Cuando me enamoro      | Időtlen szerelem      | Matilde López de Estrada            | Bálizs Anett  |
| 2011–2012 | Amorcito Corazón       |                       | Zoe Guerrero de Garcia de Alba      |               |
| 2013–2014 | Lo que la vida me robó | Szerelem zálogba      | María Zamudio                       | Szabó Zselyke |
| 2015      | Lo imperdonable        | Veronica aranya       | Virginia Prado Castelo              | Szabó Zselyke |
| 2016      | Las Amazonas           |                       | Casandra Santos                     |               |
| 2018      | Tenías que ser tú      |                       | Jenifer "Jeny" Pineda Salgado       |               |
| 2019–2020 | Médicos, linea de vida | Vészhelyzet Mexikóban | Ana Caballero                       | Dobó Enikő    |

### Filmek
- Un mundo raro (2001) .... Edecán